# 독일 유대인
독일 유대인(독일어: Deutsche Juden; 히브리어: יְהוּדִים גֶּרְמָנִים; 이디시어: דײַטשע ייִדן)은 적어도 321년으로 거슬러 올라가며, 유대인 이주자들이 아슈케나즈 유대인 공동체를 설립한 중세 전기(5세기~10세기)와 중세 중기(약 1000년~1299년)를 거쳤다. 이 공동체는 카롤루스 마그누스 대제 치하에서 살아남았지만, 십자군 전쟁 동안 어려움을 겪었다. 흑사병(1346년~53년) 동안 우물에 중독되었다는 비난은 독일 유대인들을 대량 학살하게 했고, 그들은 폴란드로 대거 도망쳤다. 마인츠, 슈파이어, 보름스의 유대인 공동체는 중세 동안 유대인 생활의 중심지가 되었다. "이는 지역 주교들이 유대인들을 보호하여 무역과 번영을 증가시켰던 황금시대였다."
제1차 십자군은 독일에서 유대인 박해의 시대를 시작했다. 트리어, 보름스, 마인츠, 쾰른과 같은 공동체 전체가 학살당했다. 후스 전쟁은 유대인 박해를 재개하는 신호탄이 되었다. 15세기 말은 종교적 증오의 시기로, 유대인들이 생각할 수 있는 모든 악의 원인으로 지목했다. 1815년 나폴레옹의 몰락과 함께, 민족주의의 성장은 억압을 증가시키는 결과를 낳았다. 1819년 8월부터 10월까지 독일 전역에서 헤프헤프 폭동으로 알려진 포그롬이 일어났다. 이 시기 동안, 많은 독일 국가들은 유대인들의 시민권을 박탈했다. 그 결과, 많은 독일 유대인들이 이주하기 시작했다.
모제스 멘델스존의 시대부터 20세기까지, 공동체는 점차적으로 해방을 이루었고, 그 후 번영했다.
1933년 1월, 약 522,000명의 유대인들이 독일에 살았다. 나치가 권력을 잡고 반유대주의 이념과 정책을 시행한 후 유대인 사회는 점점 더 박해를 받았다. 약 60%(약 304,000명)가 나치 독재 초기 6년 동안 이민을 갔다. 1933년, 유대인 박해는 공식적인 나치 정책이 되었다. 1935년과 1936년에 반유대주의 박해의 속도가 증가했다. 1936년, 유대인들은 교육, 정치, 고등 교육, 산업에 참여하는 것을 효과적으로 막으면서 모든 직업적 직업에서 금지되었다. 1938년 11월 10일, 주 경찰과 나치 준군사조직은 유리가 깨지는 밤(수정의 밤)을 조직했다. 제2차 세계 대전 전날인 1937년 독일 국경에는 약 214,000명의 유대인만이 남아 있었다.
1941년 말부터, 남아있는 공동체는 게토로, 그리고 궁극적으로, 동유럽의 절멸 수용소로 조직적인 추방의 대상이 되었다. 1943년 5월, 독일은 유대인이 없는 것으로 보고되었다. 전쟁이 끝날 무렵, 약 16만에서 18만 명의 독일 유대인들이 나치 정권과 그들의 협력자들에 의해 살해되었다. 후에 홀로코스트로 알려지게 된 대량학살로, 총 약 6백만 명의 유럽 유대인들이 나치의 지도 아래 살해되었다.
전쟁 후, 독일의 유대인 공동체는 다시 천천히 성장하기 시작했다. 1990년경부터 구소련으로부터의 이민에 의해 급성장이 촉진되어 21세기의 전환기에 독일은 유럽에서 유일하게 성장하는 유대인 공동체를 가지고 있었고, 독일 유대인의 대다수는 러시아어를 사용했다. 2018년까지 독일의 유대인 인구는 비 유대인 가구원을 포함하지 않고 116,000명으로 안정되었다. 비 유대인 가구원을 포함하여 독일에 거주하는 유대인의 총 증가 인구는 225,000명에 가깝다.
독일 법에 따르면, 홀로코스트를 부정하거나 홀로코스트에서 6백만 명의 유대인이 살해되었다는 것은 범죄 행위이고, 위반은 최대 5년의 징역에 처해질 수 있다. 2006년 독일 월드컵을 맞아 볼프강 쇼이블레 당시 독일 내무장관은 "어떤 형태의 극단주의나 외국인 혐오, 반유대주의도 용납하지 않겠다"며 극우 극단주의에 대한 경계를 촉구했다. 이러한 집단과 반유대주의에 대한 독일의 조치에도 불구하고, 최근 몇 년 동안 많은 사건들이 발생했다.

## 홀로코스트

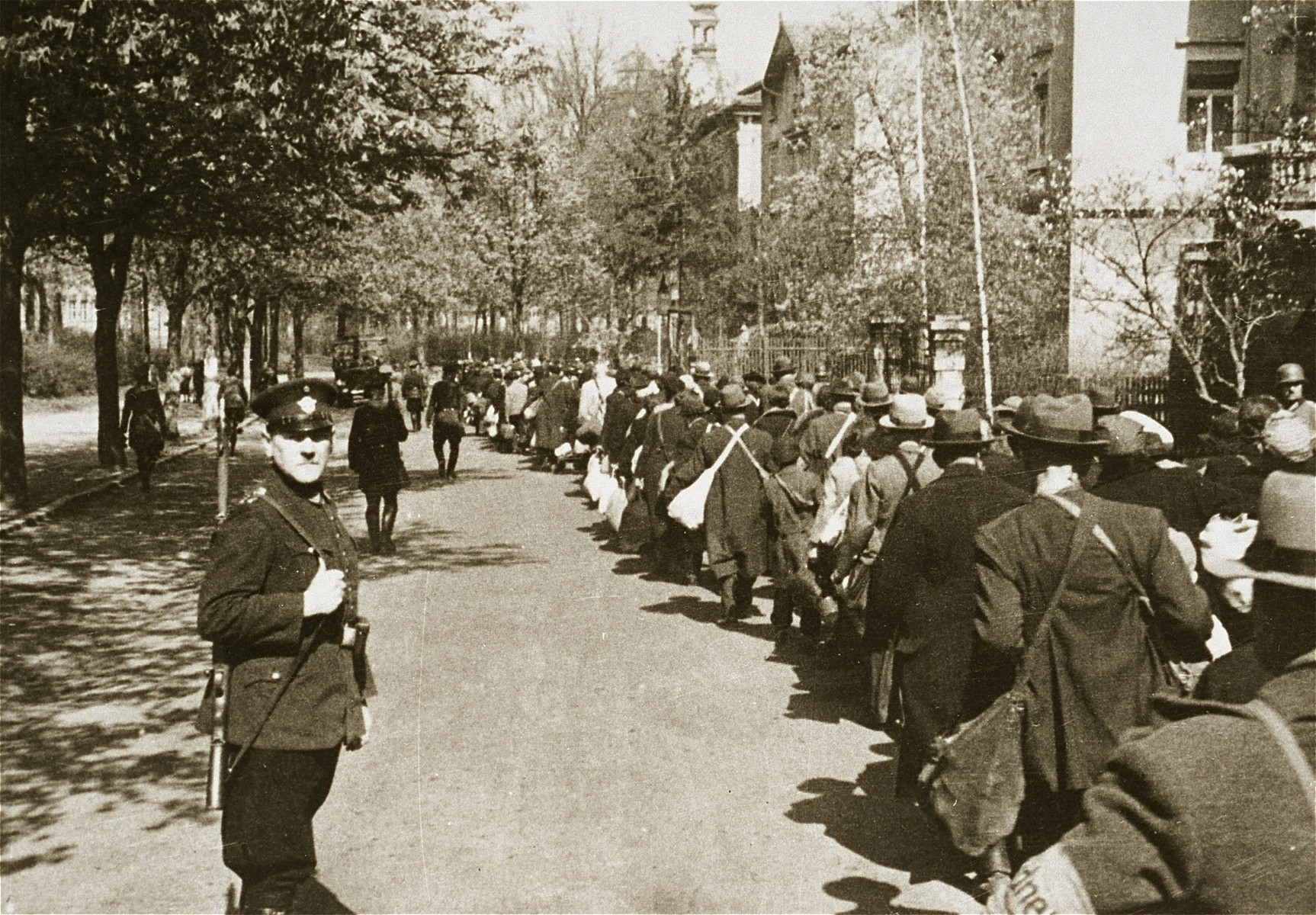
유대인들은 1942년 4월 25일 뷔르츠부르크에서 폴란드의 루블린 구역으로 추방된다.

전체적으로 1933년 1월 독일에 살고 있는 유대인 522,000명 중 약 304,000명이 나치 치하 초기 6년 동안 이민을 갔고, 약 214,000명이 제2차 세계 대전 전야에 남겨졌다. 이들 중 160,000명에서 180,000명이 홀로코스트의 일부로 사망했다. 독일에 남아있던 사람들은 숨어살았고 살아남기 위해 할 수 있는 모든 것을 했다. 흔히 "교반기와 다이버"로 불리는 유대인들은 물에 잠긴 삶을 살며 나치 경찰을 끊임없이 피하고 전략적으로 검문소를 피하면서 식량과 상대적으로 안전한 은신처, 허위 신분증을 찾기 위한 투쟁을 경험했다. 유대인이 아닌 사람들은 유대인들이 그들의 집에 숨는 것을 허용함으로써 지원을 제공했지만, 이것이 양측 모두에게 너무 위험하다는 것이 증명되자, 유대인들은 거리를 포함한 더 노출된 장소에서 피난처를 찾을 수밖에 없었다. 일부 유대인들은 필요한 자원의 위험과 희생에도 불구하고 허위 서류를 얻을 수 있었다. 신뢰할 수 있는 거짓 ID는 출처에 따라 2,000RM에서 6,000RM 사이의 비용이 든다. 베를린의 일부 유대인들은 암시장이 음식, 담배, 의류에 이어 가장 인기 있는 상품이었기 때문에 위조지폐를 얻기 위해 암시장을 찾았다. 어떤 형태의 신분증은 곧 받아들일 수 없는 것으로 여겨졌고, 유대인들은 자원이 고갈되어 체포되기 쉽다. 체포를 피하는 것은 1943년 나치 경찰이 그들의 인원과 검문소를 증가시켜 모든 물에 잠긴 유대인의 65%가 구금되고 추방될 가능성이 있기 때문에 특히 어려웠다. 1943년 5월 19일, 약 20,000명의 유대인들만이 남아 있었고 독일은 유대인들이 없는 유대인으로 선언되었다.

## 반유대주의의 지속성
중세 시대에 독일에서는 반유대주의가 번성했다. 특히 1348년부터 1350년까지의 흑사병 기간 동안 유대인에 대한 증오와 폭력이 증가했다. 유대인 거주지가 있는 마을의 약 72%가 유대인 인구에 대한 폭력적인 공격으로 고통받았다.
흑사병 포그롬으로 고통받은 지역들은 1920년대 동안 반유대주의적 폭력에 연루될 가능성이 6배나 높았으며, DNVP, NSDAP, DVFP와 같은 인종차별주의적이고 파시스트적인 정당들은 1928년 선거에서 1.5배의 득표율을 얻었고, 그들의 주민들은 "슈트러머"와 같은 반유대주의적인 신문에 더 많은 편지를 썼다, 그리고 그들은 나치 치세 동안 더 많은 유대인들을 추방했다. 이것은 문화적인 전승 때문이다.
니코 보이틀렌더와 한스조아힘 보트의 연구에 따르면, 나치 치하에서 자란 독일인들은 그들 이전 또는 이후에 태어난 독일인들보다 훨씬 더 반유대주의적이다. 또한, 보이틀렌더와 보트는 나치의 반유대주의적 세뇌가 기존의 반유대주의가 만연한 지역에서 더 효과적이라는 것을 발견했다.
문화적 전달과 태도의 지속성에 대한 간단한 모델은 비신과 베르디에에서 나오는데, 그는 아이들이 부모를 모방함으로써 그들의 선호도를 얻고, 부모는 이러한 특성이 유용한지 여부를 고려하지 않고 그들의 선호도에 따라 아이들을 사회화하려고 시도한다고 말한다.
경제적 요인들은 수세기에 걸쳐 이러한 지속성을 약화시킬 수 있는 잠재력을 가지고 있었다. 한자 동맹의 구성원들과 같은 무역 개방 도시에서는 외부인에 대한 증오가 더 비쌌다. 빠르게 성장하는 도시들은 반유대주의적 태도의 지속성이 적었는데, 이것은 무역 개방이 더 많은 경제적 성공과 연관되어 있기 때문에 이 지역으로의 이주율이 더 높기 때문일 수 있다.

## 1945년부터 통일까지 독일의 유대인들
1945년 4월 말 붉은 군대가 베를린을 점령했을 때, 8,000명의 유대인만이 베를린에 남아 있었고, 그들 모두는 숨어있거나 비 유대인과 결혼했다. 망명 중 전쟁에서 살아남은 대부분의 독일 유대인들은 해외에 남기로 결정했지만, 소수의 유대인들은 독일로 돌아갔다. 또한, 약 15,000명의 독일 유대인들이 강제 수용소에서 살아남거나 숨어서 살아남았다. 이 독일 유대인들은 약 200,000명의 난민들, 동유럽 유대인 홀로코스트 생존자들과 합류했다. 그들은 동부 유럽에서 그들에게 남겨진 집이 없거나 독일 땅에서 해방된 후 연합군이 점령한 서부 독일로 왔다. 상당수는 팔레스타인으로 이주하기를 원했고, 독일 사회로부터 고립된 채 연합군과 UNRRA가 관리하는 난민 캠프에서 살았다. 1948년 이스라엘이 독립하자 대부분의 유럽계 유대인들은 새 국가로 떠났다. 독일 유대인과 유대계 동유럽인 사이의 오랜 반목과 망설임에도 불구하고, 두 이질적인 집단은 새로운 유대인 공동체의 기반을 형성하기 위해 연합했다. 1950년에 그들은 그들의 단일 대표 조직인 독일 유대인 중앙 평의회를 설립했다.

## 같이 보기
- 폴란드 유대인
- 오리엔탈리즘